# Florian Flecker
Florian Flecker (Voitsberg, 29 ottobre 1995) è un calciatore austriaco, centrocampista del LASK.

## Caratteristiche tecniche
È un esterno destro.

## Carriera
Cresciuto nelle giovanili del Kapfenberger, ha esordito in prima squadra il 31 luglio 2015 in occasione del match vinto 1-0 contro l'Austria Lustenau.